# 中国信托业保障基金
中国信托业保障基金，是2014年12月由中国国务院批准设立的、由中国信托业保障基金有限责任公司运营并由中国银监会负责监管的非政府性行业互助资金。